# 約瑟傳說：夢境之王
《約瑟傳說：夢境之王》（英語：Joseph: King of Dreams）是一部2000年美國動畫歌舞劇情片，由梦工厂动画公司製作，2000年11月7日在美國以錄影帶首映發行。電影改編自創世記中約瑟的故事，是1998年電影《埃及王子》的前傳。作曲家丹尼·佩爾弗雷（Daniel Pelfrey）指出，《約瑟傳說：夢境之王》設定為《埃及王子》的姊妹篇，並補充：「《約瑟傳說》結果證明與《埃及王子》非常不同，這是非常具有挑戰和回報。」

## 配音員
- 班·艾佛列克配音約瑟
  - 大衛·坎貝爾（英语：David Campbell (singer)）配音約瑟的歌聲
- 馬克·漢米爾配音猶大
- 理查德·赫德（英语：Richard Herd）配音雅各
- 莫琳·麥戈文（英语：Maureen McGovern）配音拉结
- 茱蒂·班森配音亞西納（英语：Asenath）
- 茱蒂絲·萊特（英语：Judith Light）配音祖萊卡（英语：Potiphar's wife）
- 詹姆士·埃克豪斯（英语：James Eckhouse）配音波提非拉（英语：Potiphar）
- 理查德·麦克格纳格尔（英语：Richard McGonagle）配音法老（The Pharaoh）

## 附註
1. ↑  2013年，梦工厂动画公司買下了該片的發行權；2016年，該片的發行權隨NBC環球收購夢工廠動畫而轉至環球影業。
2. ↑  約瑟的聖經故事發生在摩西之前。

## 外部連結
- 官方网站
- 互联网电影数据库（IMDb）上《約瑟傳說：夢境之王》的资料（英文）
- 豆瓣电影上《約瑟傳說：夢境之王》的資料 （简体中文）
- 大卡通資料庫上《約瑟傳說：夢境之王》的資料（英文）

- 爛番茄上《約瑟傳說：夢境之王》的資料（英文）